# Kvarner
Kvarner (chorw. Kvarnerski zaljev, wł. Quarnaro) – zatoka w Chorwacji, stanowiąca część Morza Adriatyckiego. Jest położona pomiędzy półwyspem Istria a pasmem Welebitu.

## Podział
Kvarner dzieli się na Zatokę Rijecką, Kvarnerić, Kanał Welebicki, Vinodolski kanal i Kvarner (w tzw. „węższym znaczeniu”). Główne wyspy Kvarneru to Cres, Lošinj, Krk, Pag i Rab.

### „Mały” Kvarner
Kvarner w węższym znaczeniu jest częścią zatoki położoną pomiędzy Istrią a wyspą Cres. Na północy od reszty zatoki oddzielony jest cieśniną Vela vrata. Położone na nim są m.in. wyspy Unija, Suska, Zeča i Galijola. Na tej ostatniej funkcjonuje latarnia morska. Największe zatoki „małego” Kvarneru to Osorski zaljev i Valun.

## Charakterystyka
Największym miastem Kvarneru jest Rijeka, posiadająca największy port morski w Chorwacji. Inne ważniejsze miasta to Opatija, Lovran, Crikvenica, Senj, Krk i Rab. Miejscowa gospodarka oparta jest na turystyce, rybołówstwie i przemyśle. Promowe przewozy pasażerskie z Rijeki do Dalmacji przebiegają przez Kvarnerić.
Wyspy Kvarneru posiadają status ostoi ptaków IBA. Łączna powierzchnia chronionego obszaru wynosi 1186,41 km². Chronione są m.in. następujące gatunki ptaków: gadożer (Circaetus gallicus), góropatwa skalna (Alectoris graeca), kormoran czubaty (Gulosus aristotelis), lelek (Caprimulgus europaeus), nur czarnoszyi (Gavia arctica), orzeł przedni (Aquila chrysaetos), puchacz (Bubo bubo), pustułeczka (Falco naumanni), rybitwa czubata (Thalasseus sandvicensis), rybitwa rzeczna (Sterna hirundo), sęp płowy (Gyps fulvus), świergotek polny (Anthus campestris), trzmielojad (Pernis apivorus).

## Historia
W starożytności zatoka nazywana była Sinus Flanaticus. W czasach przedrzymskich jej obszar był zamieszkiwany przez ludy iliryjskie. Nazwa Kvarner prawdopodobnie wywodzi się z łacińskiego mare quaternarium, oznaczającego „morze składające się z czterech części”. W V wieku Kvarner został opanowany przez Ostrogotów, a w VI wieku, za panowania Justyniana I Wielkiego, wszedł w skład Cesarstwa Bizantyńskiego. Na przełomie VI i VII wieku miał miejsce napływ ludności słowiańskiej, jednak na wyspach Kvarneru etnos romański przetrwał przez wiele wieków (np. odmiana języka dalmatyńskiego z wyspy Krk).
Po podboju Istrii przez Longobardów, Kvarner stał się dla cesarstwa strategicznym obszarem na drodze wodnej do Wenecji. Pod koniec X wieku wyspy dostały się pod panowanie Republiki Weneckiej. W XI wieku na krótko zostały opanowane przez Margrabstwo Istrii. W XI i XII wieku najważniejszym ośrodkiem gospodarczym regionu była wyspa Rab. W latach 1469–1470 wyspy zostały opanowane przez Królestwo Węgier pod rządami Macieja Korwina.
Na mocy pokoju w Leoben z 1797 roku Austria uzyskała wszystkie pozostałe posiadłości weneckie na obszarze Kvarneru. W latach 1809–1813 Kvarner był częścią francuskich Prowincji Iliryjskich, po czym wrócił pod panowanie austriackie. W wyniku zawarcia ugody węgiersko-chorwackiej w 1868 roku Kvarner nie znalazł się w granicach Trójjedynego Królestwa Chorwacji, Slawonii i Dalmacji, stanowiąc wraz z Fiume jednostkę wydzieloną.
Po I wojnie światowej wyspy Kvarneru wraz z Fiume zostały zajęte przez wojska włoskie. W 1920 roku na mocy traktatu w Rapallo wyspy Kvarneru zostały podzielone pomiędzy Królestwo Włoch (Cres, Lošinj) a Królestwo Serbów, Chorwatów i Słoweńców. Na terenie dzisiejszej Rijeki utworzono Wolne Miasto Fiume, które cztery lata później na mocy traktatu rzymskiego zostało anektowane przez Włochy. W trakcie II wojny światowej, w wyniku kampanii bałkańskiej, cały obszar Kvarneru został zajęty przez Włochy, a po ich kapitulacji był okupowany przez III Rzeszę. W 1947 roku zatwierdzono przynależność całego Kvarneru do Socjalistycznej Federacyjnej Republiki Jugosławii.